# 29 Amphitrite
Amphitrite (định danh hành tinh vi hình: 29 Amphitrite) là một trong những tiểu hành tinh kiểu S lớn nhất, ước tính có kích thước là 200 kilômét (120 dặm) và có thể là tiểu hành tinh kiểu này lớn thứ 5, sau Eunomia, Juno, Iris và Herculina.

## Khám phá
Amphitrite được Albert Marth phát hiện ngày 1 tháng 3 năm 1854 tại Đài quan sát tư nhân South Villa trong Regent's Park, London. Nó là phát hiện tiểu hành tinh duy nhất được phát hiện bởi Marth. Tên của thiên thể này được chọn bởi George Bishop, chủ sở hữu của đài thiên văn, người đã đặt tên tiểu hành tinh này theo Amphitrite, một nữ thần biển trong Thần thoại Hy Lạp.

## Đặc điểm

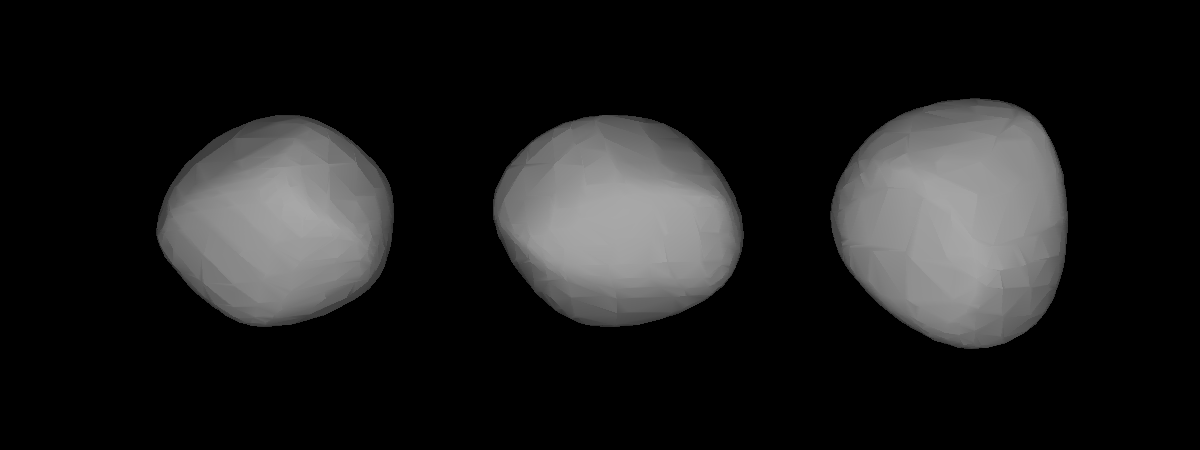
Mô hình 3D dựa trên đường cong ánh sáng của Amphitrite

Quỹ đạo của Amphitrite ít lệch tâm và nghiêng hơn so với quỹ đạo của những tiểu hành tinh cùng loại lớn hơn nó và thực ra nó có quỹ đạo tròn nhất trong số các tiểu hành tinh được phát hiện cho đến thời điểm đó. Kết quả là nó không bao giờ sáng bằng Iris hay Hebe, vì tiểu hành tinh này ở xa Mặt trời hơn nhiều so với các thiên thể đó đó. Vật thể này có thể đạt tới độ sáng khoảng +8,6 tại một điểm quan sát thuận lợi, nhưng thường là khoảng +9,5, gần giới hạn của ống nhòm.
Năm 2007, James Baer và Steven R. Chesley ước tính Amphitrite có khối lượng 1.9×1019 kg.
Một vệ tinh của tiểu hành tinh này được nghi ngờ là từng tồn tại, dựa trên dữ liệu vệt sáng do Edward F. Tedesco thu thập. Năm 1988, một cuộc tìm kiếm vệ tinh hoặc bụi quay quanh tiểu hành tinh này đã được thực hiện bằng kính viễn vọng UH88 tại Đài thiên văn Mauna Kea, nhưng họ không tìm thấy được gì cả.